# Palacio de Gobierno de Jujuy

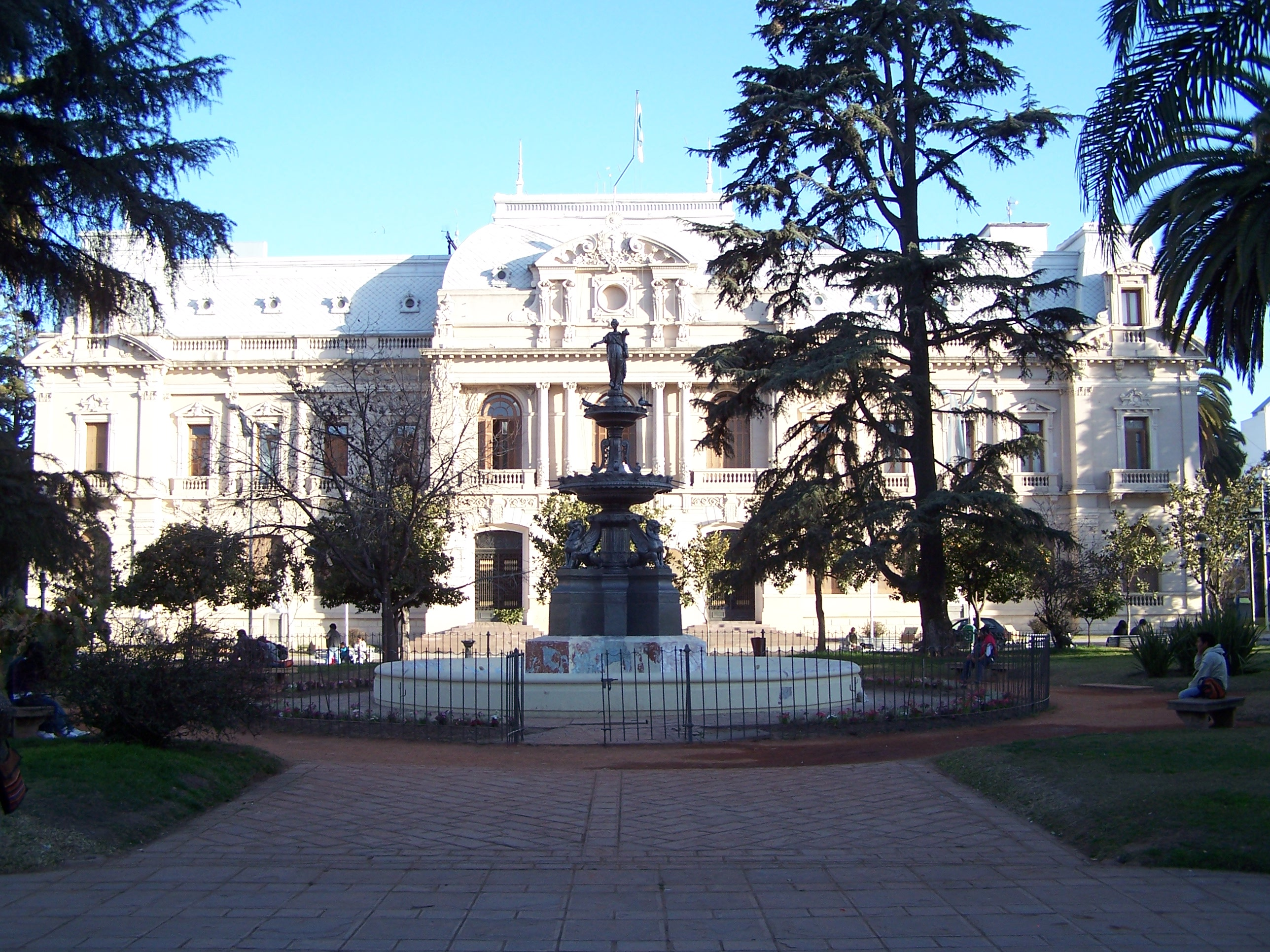
Fachada vista desde la Plaza Belgrano.

El Palacio de Gobierno de Jujuy es la sede del Gobierno de la Provincia de Jujuy. Se encuentra en la ciudad capital, San Salvador de Jujuy y fue inaugurado en 1921.
La anterior Casa de Gobierno provincial se encontraba situada en la esquina de Necochea y Alvear, edificio que actualmente es ocupado por el Banco de la Nación Argentina, construido en 1866.
En 1901 durante el gobierno de Mariano Valle, por Ley Provincial N.º 48 se dispuso expropiar un solar situado en la calle San Martín, frente a la entonces Plaza Urquiza (actual Plaza Belgrano), para que se levantara la nueva casa del Estado Provincial. El 2 de enero de 1902, el ingeniero Fernando Lavenas fue el encargado de confeccionar los planos y el presupuesto. Estos fueron aprobados el 17 de setiembre del mismo año. En 1904, se designó al arquitecto e ingeniero Gonzalo Correa como inspector de la obra y a la empresa de José Stramandinoli para que la construyera.
El 2 de junio de 1908 comenzaron las obras. Al producirse un conflicto legal en 1912, los trabajos quedaron paralizados, postergando la terminación del edificio. En 1918 se reinició la construcción de la casa de Gobierno, abandonada hacía 6 o 7 años. La residencia gubernativa fue inaugurada cuando se concluyeron los revoques, los pisos y las carpinterías, hacia 1920.
El 28 de marzo de 1921 tuvo lugar el acto de trasladar la bandera del General Manuel Belgrano, que fue sacada de la antigua casa de gobierno por los soldados del regimiento 20, escoltados por las banderas que conducían las alumnas de la Esc. Normal y alumnos del Colegio Nacional.
El 1 de octubre de 1950, en la planta alta, se produjo un incendio de consideración, pero la bandera histórica se salvó de las llamas. Fue llevada al Obispado y allí quedó hasta 1952, año en que se concluyó la reconstrucción de la parte afectada.

## Arquitectura
El edificio es expresión prototípica del academicismo francés, estructurándose alrededor de un patio central rectangular, cuya ala principal enfrenta la plaza. Dos órdenes superpuestos, rematados en techo de mansarda, organizan el diseño de las fachadas, las cuales están revestidas en símil piedra París. La organización del inmueble es simétrica: en su eje se encuentra el gran hall de acceso y la escalera de importante desarrollo que conduce en la planta alta al salón de la Bandera, de neta inspiración francesa.
Su imagen exterior es completada por las esculturas de la artista tucumana Lola Mora, la Justicia y el Progreso, que custodian el frente del palacio, y la Paz y la Libertad, que se encuentran en sus laterales. La organización simétrica del conjunto en cuyo eje se encuentra el gran salón, que en este caso actúa de hall de acceso, y el espacio reservado a la gran escalera de tres tramos que conduce a la planta alta, presenta un llamativo parecido con el Chateau D'Osuy. 
“El Patio de las Magnolias”, nombre dado por la existencia de cuatro árboles de estas características.

## Salón de la Bandera

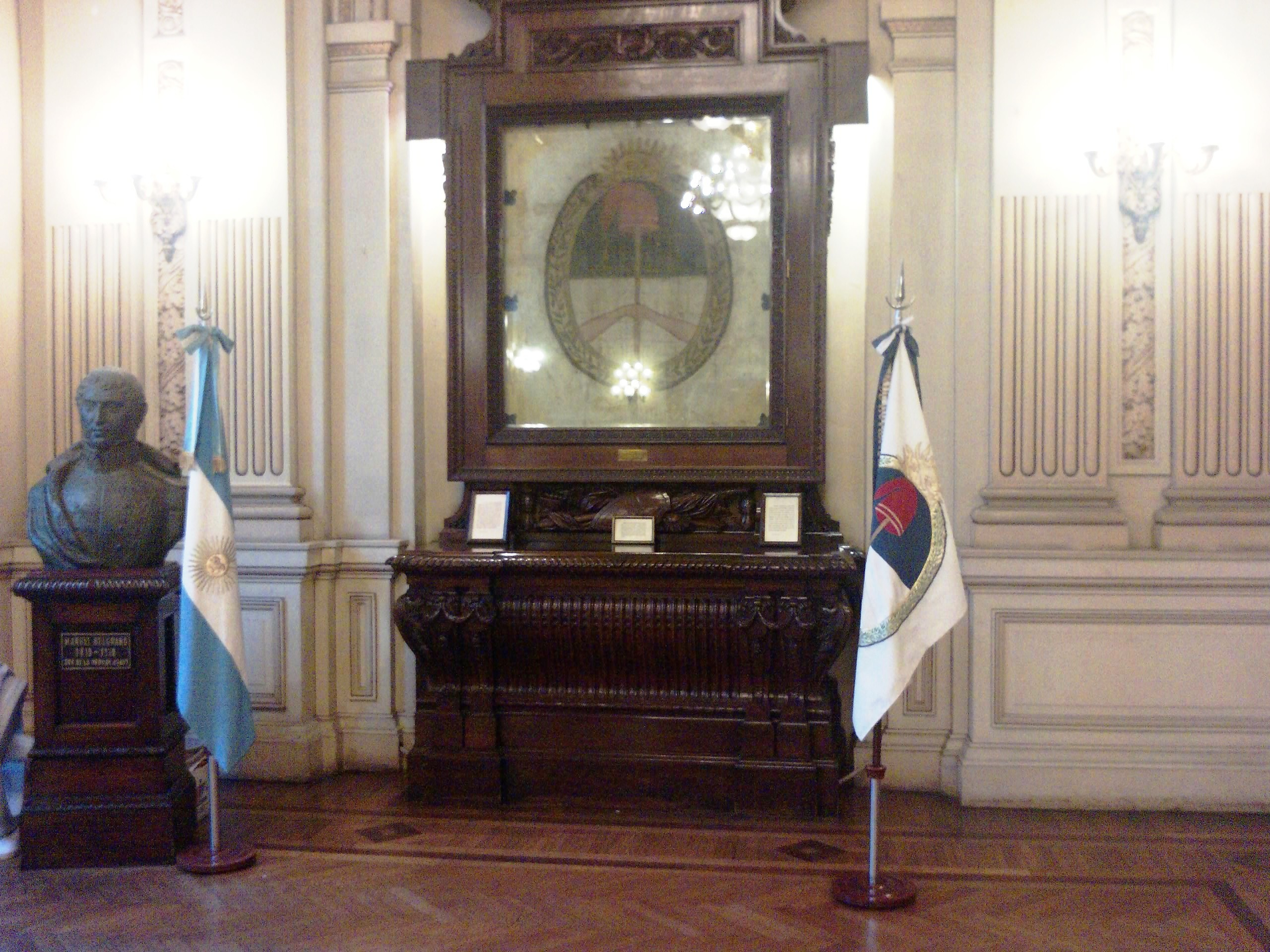
La bandera donada por el General Belgrano.

Está ubicado en el primer piso, y opera como gran espacio de recepción. Fue decorado con un vocabulario formal renacentista que rememora las formas decorativas del Palacio del Louvre. Este salón, habilitado en el año 1927 por el Gobernador Benjamín Villafañe, atesora uno de los legados más significativos para los jujeños: la Bandera obsequiada por el General Manuel Belgrano al Cabildo de San Salvador de Jujuy después del triunfo en la batalla de Salta, en reconocimientos a los sacrificios realizados durante el memorable Éxodo de 1812 y las Guerras de la Independencia. 
La Bandera, de 162 cm. por 148 cm., está confeccionada en tela de raso; consta de tres paños y lleva pintado el escudo que fuera aprobado por la Asamblea General Constituyente de 1813. Este emblema fue conservado durante muchos años en distintos lugares, tales como el Cabildo, la Iglesia Matriz, la Honorable Legislatura y el despacho de Gobernadores, hasta el año de su inauguración en 1927, el cual fue especialmente realizado y dedicado para su veneración. 
El Salón también conserva en su interior un Escudo Nacional de madera pintada, rodeado por una frase del profeta Isaías que dice “Venid que de gracia se os da el néctar agradable y el licor divino de la sabiduría”.